# Currás (Tomiño)
Currás (oficialmente San Martiño de Currás) es una parroquia del municipio pontevedrés de Tomiño en Galicia, España. Según el IGE, en 2019 residían 365 personas en la parroquia, 190 varones y 175 mujeres, repartidos en los siguientes núcleos y entidades de población:
- O Barral.
- O Cruceiro.
- A Estrada.
- O Monte.
- O Tapel.